# Abbaye de Keur Guilaye
L'abbaye de Keur Guilaye, située à Keur Guilaye, au Sénégal, fut fondée en 1967 par des moniales bénédictines de l'abbaye Sainte-Cécile de Solesmes. La fondation prend le nom de prieuré Saint-Jean-Baptiste de Keur Guilaye.

## Vie des moniales
Quand elles ne sont pas prises par leur Opus Dei, les moniales (qui sont une quinzaine) prennent soin de la population, accueillent des personnes pour des retraites spirituelles et pratiquent aussi la culture dans cette région des Niayes (agrumes notamment).